# Clownkilli
Clownkilli (Epiplatys annulatus) är en fiskart bland de äggläggande tandkarparna som först beskrevs av George Albert Boulenger 1915. Den ingår i släktet Epiplatys, och familjen Nothobranchiidae. Internationella naturvårdsunionen (IUCN) kategoriserar arten globalt som livskraftig. Inga underarter finns listade i Catalogue of Life. Arten är känd under flera synonymer bland vilka framförallt beteckningen Pseudepiplatys annulatus (Boulenger, 1915) fortfarande men felaktigt förekommer i litteraturen. Denna upp till och med 4 cm långa fisk förekommer även som akvariefisk, men anses svår att hålla och odla framgångsrikt.

## Utbredning
I det vilda förekommer clownkillin i Guinea, Liberia och Sierra Leone.